# Nun-e ghunna
Nun-e ghunna (Urdu نون غنہ nūn-e ġunna, ں) ist ein Schriftzeichen des erweiterten arabischen Alphabets des Urdu. Nun-e ghunna besteht aus einem Nūn (ن), hat jedoch keinen übergesetzten diakritischen Punkt. Das Zeichen existiert lediglich am Wortende und gilt nicht als eigener Bestandteil des Alphabets.
In der arabischen Schrift des Urdu dient Nun-e ghunna zur Kennzeichnung der Nasalierung des vorstehenden Vokals. In der Wortmitte wird zu diesem Zweck ein Nun mit Punkt gesetzt – um in diesem Fall das Nun als Zeichen für die Nasalierung zu kennzeichnen, kann ihm ein kleines Nun-e ghunna übergesetzt werden.
Das Zeichen ist auch im arabischen Alphabet (Shahmukhi) des Panjabi und Saraiki in Verwendung.
Das Zeichen ist als Noon ghunna im Unicodeblock Arabisch am Codepunkt U+06BA und im Unicodeblock Arabische Präsentationsformen-A an den Codepunkten U+FB9E und U+FB9F kodiert, das überzusetzende Lesezeichen im Unicodeblock Arabisch am Codepunkt U+0658.
| Unicode-Codepoint | Unicode-Name                            | Zeichen |
| ----------------- | --------------------------------------- | ------- |
| U+0658            | ARABIC MARK NOON GHUNNA                 | ٘        |
| U+06BA            | ARABIC LETTER NOON GHUNNA               | ں       |
| U+FB9E            | ARABIC LETTER NOON GHUNNA ISOLATED FORM | ﮞ       |
| U+FB9F            | ARABIC LETTER NOON GHUNNA FINAL FORM    | ﮟ       |